# Golop
Golop è un comune dell'Ungheria di 639 abitanti (dati 2001) . È situato nella contea di Borsod-Abaúj-Zemplén.